# Ten (Y&T)
Ten és, com el seu nom indica, el desè disc d'estudi de Y&T. Fou gravat el 1989 i publicat a l'inici del 1990.

## Llista de cançons
1. "Hard Times"
2. "Lucy"
3. "Don't Be Afraid Of The Dark"
4. "Girl Crazy"
5. "City"
6. "Come In From The Rain"
7. "Read Hot And Ready"
8. "She's Gone"
9. "Let It Out"
10. "Ten Lovers"
11. "Goin' Off The Deep End"
12. "Surrender"